# Base aérienne de San Isidro
La base aérienne de San Isidro ( espagnol : Base Aérea de San Isidro) (code OACI : MDSI) est devenu opérationnellz le 23 mars 1953 et est située à San Isidro, à 25 km à l'est de Saint-Domingue. Elle a été nommée Base Aérea Trujillo jusqu'en 1961, date à laquelle le nom a été changé pour San Isidro. La plupart des unités, avions et hélicoptères de l'armée de l'air dominicaine y sont basés.
La piste de San Isidro a également accueilli des événements de courses automobiles.
Le VOR/DME de Punta Caucedo (CDO) est situé 6,8 milles marins (12,6 km) à l'ouest de l'aéroport. Le VOR/DME de San Isidro (SIS) est situé sur le terrain,.

## Voir également
- Liste des aéroports en République dominicaine